# Ludvig Holberg
 (juillet 2025).

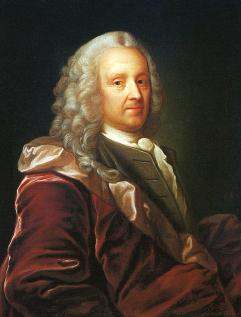
Ludvig Holberg. Portrait de 1847 par Jørgen Roed, d'après l'original de 1752 par Johan Roselius

Ludvig Holberg, né le 3 décembre 1684 à Bergen et mort le 28 janvier 1754 à Copenhague, est le premier grand écrivain nordique des temps modernes. Après la période florissante des eddas, le latin était devenu la langue littéraire des pays scandinaves. Le génie de Holberg va conférer à la langue vernaculaire ses lettres de noblesse, inspiré par l'humanisme, le siècle des Lumières et le baroque.
Étant né en Norvège mais ayant passé presque toute sa vie à Copenhague, il est revendiqué à la fois par les littératures danoise et norvégienne. Il faut préciser qu'à cette époque les deux pays étaient réunis sous la couronne des rois de Danemark.

## Biographie
Fils d'un officier de l'armée norvégienne, Ludvig Holberg vit jusqu'à l'âge de dix-huit ans à Bergen, port relativement florissant grâce au commerce du bois qui transitait vers l'Angleterre. En 1702, Holberg quitte la Norvège pour s'établir à Copenhague qui est alors la seule ville universitaire de la double monarchie. Avec ses  70 000 habitants, la cité « offre le spectacle d'une vie active où la bourgeoisie atteint à une réelle aisance et court à ses plaisirs ». De plus, les souverains Frédéric IV et surtout Frédéric V, fortement nationalistes et marqués par la religion luthérienne, veulent remplacer le latin par le danois dans l'enseignement et la vie culturelle. Une langue littéraire doit naître et Ludvig Holberg vient à point nommé pour l'enrichir de son génie créateur. Très tôt il apprend le latin, parle l'allemand, l'anglais et le français. Cette pratique des langues étrangères lui permettra de découvrir les principales littératures européennes qu'il va imiter avant de trouver son inspiration personnelle. Après plusieurs voyages de formation en Allemagne, aux Pays Bas, en Angleterre et en France entre 1704 et 1716, il revient se fixer définitivement à Copenhague où le roi Frédéric IV lui offre la chaire de métaphysique à l'Université (1717) .
Il se met alors à écrire et débute par de courtes satires à la manière de Juvénal. Ensuite, il compose un long récit burlesque en vers qui relate les tribulations d'un marchand danois, Peder Paars. (1719-1720) On y décèle l'influence du Lutrin de Nicolas Boileau et du Roman comique de Scarron, mais le héros rappelle aussi le Don Quichotte de Cervantès. Le livre connaîtra plusieurs éditions et l'on remarque de l'une à l'autre que le poète affine sa langue, élimine les doublons, les idiotismes norvégiens pour élaborer une langue plus classique, au vocabulaire moins étendu, comme l'avaient fait avant lui pour le français les écrivains classiques du Grand Siècle. Holberg est en train de créer le danois moderne. En 1721, le roi Frédéric IV accorde à une troupe d'acteurs français, établie à Copenhague depuis plusieurs années, le privilège de jouer des pièces en danois. L'idée est peut-être excellente, mais le répertoire est bien mince. Le directeur de la troupe, René Magnon de Montaigu, fils du dramaturge français Jean Magnon, se tourne alors vers Holberg, rendu célèbre par le succès de Peder Paars, et lui demande d'écrire pour lui des comédies en danois. En six ans à peine, de 1722 à 1728, le génial écrivain constituera un répertoire de vingt-sept comédies dignes des meilleurs héritiers de Molière. Comédies de caractères, tableaux de mœurs, comédies de genre, les dialogues y sont vifs, les personnages bien croqués. Ils sont inspirés de la petite bourgeoisie de Copenhague, naïve, mais pleine de bon sens. Comme Molière Holberg imite le réel. Sa pièce la plus célèbre est Jeppe du Mont (en) ou mieux Jeppe sur la Montagne (en) (Jeppe på Bjerget (en)) ou Le Paysan métamorphosé (en). Le héros est un brave éleveur de porcs battu par sa femme qui le trompe avec le bedeau. Alors qu'il s'est enivré, il est abusé au réveil par le châtelain qui lui fait croire qu'il est le vrai seigneur du lieu. À ce titre, il doit présider le tribunal du village. Ses arrêts sont sans appel et ses jugements disproportionnés. Finalement il est détrompé et renvoyé à ses cochons et à sa femme sous les quolibets de tout le village. La morale est simple : que chacun fasse ce qu'il sait le mieux faire et ce pourquoi il a été formé. « Paysans, artisans voudraient bien le pouvoir./ Mais ils risqueraient fort de tous nous décevoir./ Car on verrait venir des tyrans de partout/ Et dans chaque hameau Néron dicterait tout. »
Si le théâtre est le principal apport d'Holberg à la littérature danoise, on lui doit encore un roman fantastique Le Voyage souterrain de Nils Klim (1741)  à la manière des Voyages de Gulliver de Jonathan Swift. Le héros est un étudiant norvégien qui découvre deux pays opposés : Potu, la ville idéale et Martinia qui bien évidemment rassemble tous les travers de la société danoise.
Comme historien, Holberg a également publié une Histoire du Royaume de Danemark, une Histoire de l'Église des origines du christianisme à la Réforme et une Histoire juive (Histoire des Juifs).
La dernière période de sa vie est consacrée à la philosophie. Ses Pensées morales écrites en 1749 (traduites en français par Jean-Baptiste Des Roches de Parthenay) et ses Épîtres reflètent son stoïcisme.
Comme l'écrit Frédéric Durant : « Il est hors de doute que Holberg domine son époque de toute sa carrure littéraire et philosophique, et c'est pourquoi ses compatriotes parlent avec pertinence du temps de Holberg. Son œuvre a fixé l'usage de la langue et imposé à la nation deux genres : la satire et la comédie. »
Bien qu'il ne sera jamais très riche, Holberg dispose à la fin de sa vie d'une petite fortune. Il reçoit du roi le titre de baron. Il meurt à 70 ans et repose dans l'ancienne abbaye cistercienne de Sorø.
En 1884, pour le bicentenaire de sa naissance, le compositeur norvégien Edvard Grieg écrit sa Suite pour orchestre à cordes sous-titrée « Du Temps de Holberg », qui est restée célèbre.

## Éditions des œuvres
- Niels Klims underjordiske Rejse, édition illustrée par Abildgaard, gravures de Clemens, Copenhague, 1789.
  - Niels Klim dans le monde souterrain, trad. de Mauvillon et Gilles Gérard-Arlberg, préf. Albert-Marie Schmitt, Paris, Stock, 1949.
  - Le Voyage souterrain de Niels Klim, trad. de Priscille Ducet, José Corti, 2001.
- Ludvig Holbergs tre Levnedsbreve zu 1728-1743, Copenhague, Gad, 1965
- Théâtre de Holberg, vingt-deux comédies traduites du danois par Judith et Gilles Gérard-Arlberg, 2 vol. avec introd. et notes, Copenhague, Munksgaard et Paris, Presses de la Cité, 1955.
- Trois Comédies : Jeppe du Mont, l'Homme affairé, l'Heureux naufrage, trad. et notes Marc Auchet, Paris, Les Belles Lettres, 2003.
- Œuvres choisies vol.1 : Henrich et Pernille, Erasmus Montanus, traduction de Jean Renaud, Paris, Editions Théâtrales, 2003.
- Œuvres choisies vol.2 : Jeppe du Mont, Don Ranudo de Colibrados, traduction de Terje Sinding, Paris, Editions Théâtrales, 2004.
- Jacques de Coussange, Ludvig Holberg, œuvres choisies : Jeppe de Bierget, Erasmus Montanus, La chambre de l'accouchée, éd. la Renaissance du Livre, Paris, s. d. [années 1920-1930].